# Чемпионат мира по экидену 1992
Первый в истории чемпионат мира по экидену (эстафетному бегу по шоссе) прошёл 9 и 10 мая 1992 года на португальском острове Мадейра в городе Фуншал. В соревнованиях в составе команд приняли участие 138 спортсменов из 16 стран мира. Были разыграны два комплекта медалей (среди мужчин и женщин).
Предвестником появления турнира в международном календаре был Мировой вызов по экидену, проведённый ИААФ в 1986 году в японской Хиросиме. Однако только спустя шесть лет соревнования по эстафетному бегу на марафонской дистанции получили собственный чемпионат мира.
Каждая сборная состояла из 6 участников, которые поочерёдно преодолевали этапы, в сумме составлявшие 42 км 195 м (длину классического марафона): 5 км, 10 км, 5 км, 10 км, 5 км, 7,195 км. Вместо эстафетной палочки использовалась повязка на запястье. Всего на старт вышли 15 мужских и 8 женских команд.

## Итоги соревнований
Первый розыгрыш турнира закончился двумя уверенными победами. В первый день на дистанции соревновались женщины. Хозяева чемпионата из Португалии вышли вперёд после второго этапа, после чего только увеличивали своё преимущество. На финише их отрыв от серебряных призёров из Дании составил более четырёх минут.
У мужчин бегуны из Кении подтвердили статус фаворитов. Они были быстрейшими на пяти этапах из шести, благодаря чему опередили сборную Португалии на полторы минуты и установили новый мировой рекорд — 2:00.02.

## Медалисты

### Мужчины
| Дисциплина | Золото                                                                                             | Золото  | Серебро | Серебро | Бронза                                                                                           | Бронза  |
| ---------- | -------------------------------------------------------------------------------------------------- | ------- | --- | ------- | ------------------------------------------------------------------------------------------------ | ------- |
| Экиден     | Кения · Элиуд Барнгетуни · Уильям Коэч · Эзекиль Биток · Уильям Сигеи · Ричард Тум · Уильям Мутвол | 2:00.02 | Португалия · Карлуш Патрисиу · Дионизиу Каштру · Альберту Маравилья · Жувенал Рибейру · Карлуш Монтейру · Домингуш Каштру | 2:01.34 | Великобритания · Карл Юдолл · Дэвид Кларк · Джон Мэйок · Колин Уокер · Джон Шербан · Дэвид Льюис | 2:02.34 |

### Женщины
| Дисциплина | Золото | Золото  | Серебро | Серебро | Бронза                                                                                                  | Бронза  |
| ---------- | --- | ------- | --- | ------- | --- | ------- |
| Экиден     | Португалия · Фернанда Маркеш · Аурора Кунья · Фелисидаде Сена · Консейсан Феррейра · Фатима Невеш · Фернанда Рибейру | 2:20.14 | Дания · Берит Ворм · Дорте Расмуссен · Анита Пальсхёй · Айно Мария Слей · Нина Кристиансен · Беттина Андерсен | 2:24.42 | Испания · Бегонья Эрраэс · Кармен Брунет · Кристина Ноге · Ана Изабель Алонсо · Росио Риос · Роза Перес | 2:25.06 |

## Лучшие результаты на этапах
Следующие спортсмены показали лучшие результаты на каждом из этапов.
| Этап | Длина    | Мужчины                     | Время | Женщины                         | Время |
| ---- | -------- | --------------------------- | ----- | ------------------------------- | ----- |
| 1    | 5 км     | Элиуд Барнгетуни (Кения)    | 13.54 | Лиза Йорк (Великобритания)      | 16.03 |
| 2    | 10 км    | Уильям Коэч (Кения)         | 28.13 | Дорте Расмуссен (Дания)         | 33.08 |
| 3    | 5 км     | Джон Мэйок (Великобритания) | 13.59 | Фелисидаде Сена (Португалия)    | 16.28 |
| 4    | 10 км    | Уильям Сигеи (Кения)        | 29.21 | Консейсан Феррейра (Португалия) | 33.00 |
| 5    | 5 км     | Ричард Тум (Кения)          | 14.16 | Лора Адам (Великобритания)      | 16.31 |
| 6    | 7,195 км | Уильям Мутвол (Кения)       | 20.10 | Фернанда Рибейру (Португалия)   | 23.22 |